# Bibbidi-Bobbidi-Boo
«Bibbidi-Bobbidi-Boo (The Magic Song)» — популярная песня из мультфильма «Золушка» (1950). Исполняется феей-крёстной во время того, как она превращает коня в кучера, пса в лакея и т. д. Песня многократно исполнялась различными исполнителями (в том числе Луи Армстронгом) и являлась объектом пародий.
Авторами слов и музыки стали Мак Дэвид, Эл Хоффман и Джерри Ливингстон. Текст песни наполовину состоит из вымышленных слов и рифмующихся звуков, среди которых чаще всего повторяются заглавные «Бибиди-бобиди-бу», но также встречаются бессмысленные «салага дула», «менчика була» и «менчика булеру». В оригинальном мультфильме песню исполнила актриса Верна Фелтон.
В 1951 году песня была номинирована на получение премии «Оскар» за лучшую песню к фильму. Победителем стала песня Нэта Кинга Коула «Mona Lisa» из фильма «Капитан Кэри».
Помимо Верны Фелтон, песню исполняли Перри Комо и The Fontane Sisters, Джо Стаффорд и Гордон Макрей, Бинг Кросби, Дина Шор и многие другие артисты. В ремейке фильма «Золушка» 2015 года песню исполнила Хелена Бонем Картер.